# Adrián Celda García
Adrián Celda García (València, 1976), més conegut com a Adrián II, és un muserenc, exjugador professional en la modalitat d'Escala i corda, on va estar en la nòmina de l'empresa ValNet, ara dedica la seua carrera esportiva a la modalitat de frontó valencià.
Va debutar com a professional d'escala i corda al Trinquet de Pelayo (València). Fou declarat millor jugador de Frontó Valencià en 2010. El 2015 va véncer, junt a Alejandro de Paterna, en l'Autonòmic de Frontó per Parelles. Així mateix fou finalista a la final dels esvarons de la XXX edició de l'Autonòmic de Frontó Individual, i va caure davant el Moro de Massalfassar.
Adrián es retirà l'any 2019, amb quaranta-tres anys, després de guanyar la final del XIV Diputació junt amb De la Vega.
| A.   | Campionat               | Res.   | Companys   | Adversaris              |  |
| ---- | ----------------------- | ------ | ---------- | ----------------------- |  |
| 2019 | XIV Diputació de frontó | campió | De la Vega | Pere Roc II i Alejandro |  |

- Frontó:
  - Campió de l'Autonòmic de Frontó Individual: 2010, 2011
    - Subcampió de l'Autonòmic de Frontó Individual: 2009 i 2012

  - Campió de l'Autonòmic de Frontó per Parelles: 2010
    - Subcampió de l'Autonòmic de Frontó per parelles: 2012

  - Campió de l'Obert d'Albal: 2010
  - Subcampió de l'Obert de Comunitats d'Espanya de Frontó valencià: 2008

- Campionats Internacionals de Pilota
  - Campió del Món de Pilota: País Valencià, 2010
  - Subcampió del Món de Llargues: Equador, 2008